# Rutger Sernander

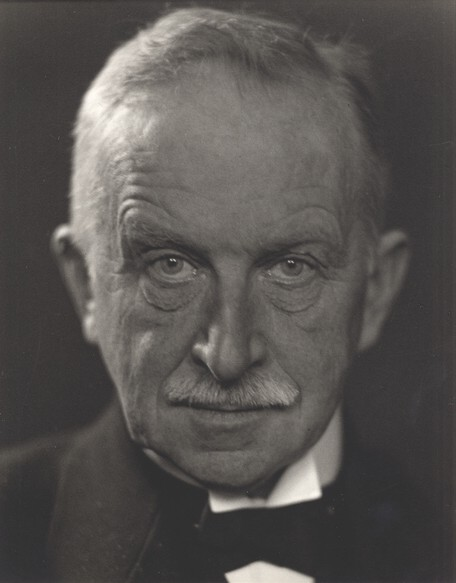
Rutger Sernander

Johan Rutger Sernander (2 de novembro de 1866 - 27 de outubro de 1944) foi um botânico, geólogo e arqueólogo sueco. Ele foi um dos fundadores do estudo da palinologia que mais tarde seria desenvolvido por Lennart von Post, bem como um pioneiro nos primeiros movimentos suecos de conservação natural e ecologia. Ele foi, entre outras sociedades, membro da Real Academia Sueca de Ciências, da Real Academia Sueca de Letras, História e Antiguidades e da Academia Norueguesa de Literatura e Ciências. Sernander foi um dos fundadores da Sociedade Sueca para a Conservação da Natureza em 1909, bem como seu presidente durante vários dos primeiros anos.

## Conquistas
Sernander tinha interesses de pesquisa muito extensos. Entre outras coisas, ele trabalhou na geografia da Escandinávia e climatologia da Idade do Gelo. Ele também publicou trabalhos importantes sobre ciência da vegetação e conservação da natureza e tornou-se o fundador da Sociedade Sueca para a Conservação da Natureza em 1909.
Em seus primeiros anos, foi influenciado pelas teorias de Axel Blytt (1843-1898). Entre outras coisas, a sequência Blytt-Sernander recebeu o nome de ambos. Sernander também adotou e desenvolveu abordagens de pesquisa por Gustaf Lagerheim (1860-1926), Hampus von Post e Ragnar Hult. Por exemplo, a "escala de estimativa de Hult-Sernander" ainda é usada na Escandinávia hoje para o registro de povoamentos de vegetação. Sernander é considerado o fundador da pesquisa ecológica na Suécia. Entre outras coisas, ele trabalhou na ecologia e vegetação de pântanos, a interação entre formigas e plantas sementes (mirmecocoria), a ecologia de comunidades de líquens, a simbiose de plantas superiores e procariontes para fixação de nitrogênio em plantas ou a degradação de folhas. Em 1910, Sernander fundou a pesquisa científica na floresta primitiva de Fiby e lançou as bases para o estudo da sucessão em comunidades florestais, que continua até hoje.
Sernander também estudou história da ciência e escreveu biografias de Carl von Linnaeus, Olof Rudbeck, o Velho, Lars Roberg, John Harleman e John Abraham Gyllenhaal (1750-1788), entre outros.
Graças a uma fundação de Frans Kempe (1847-1924), Sernander foi capaz de estabelecer um Instituto de Biologia Vegetal na Universidade de Uppsala (desde 1999 Instituto de Ecologia Vegetal). Em 1926, tornou-se chefe de uma agência estatal para a conservação da natureza, que em 1967 foi incorporada à sueca Naturvårdsverket, que existe até hoje.
Sernander foi o fundador do Jardim Botânico de Gotemburgo e também implementou a nova criação do Jardim Botânico em Västerås. Durante seus estudos, ele já foi consultor da Nação Södermanland-Nerikes e, mais tarde, inspetor dessa instituição.

## Associações
- Academia Real das Ciências da Suécia
- Sociedade Real de Ciências de Uppsala
- Sociedade Real de Ciência e Bolsas de Estudo em Gotemburgo
- Sociedade Real de Fisiografia em Lund
- Academia Norueguesa de Literatura e Ciências
- Academia Real Sueca de Literatura, História e Antiguidades